# Barbus plebejus
Barbus plebejus és una espècie de peix cipriniforme de la família dels ciprínids.

## Morfologia
Els mascles poden assolir els 70 cm de longitud total.

## Distribució geogràfica
Es troba a Croàcia, Itàlia, Eslovènia, Suïssa i Turquia.